# Centrocalia lifoui
Centrocalia lifoui is een spinnensoort uit de familie Lamponidae. De soort komt voor in Nieuw-Caledonië en de Loyaliteitseilanden.